# Родді Едмондс
Родді Ворінг Едмондс (англ. Roddie Waring Edmonds, 20 серпня 1919, Ноксвілл, Теннессі, США — 8 серпня 1985, там же) — майстер-сержант 422-го піхотного полку Армії США, ушанований званням «Праведник народів світу» за порятунок євреїв у німецькому таборі Шталаг IX A під час Другої світової війни.

## Біографія

### Молоді роки та військова служба
Народився 20 серпня 1919 року у Ноксвіллі, штат Теннессі, США. Його батько, Томас Едмондс, працював оклейником шпалер на місцевих підприємствах, а мати, Мері Джейн Секстон Едмондс, померла, коли Родді було три роки. У нього було три брати: Томас Едмондс-молодший (засновник успішного рекламного бізнесу), Леон Едмондс (трубач, який грав з кількома відомими гуртами) та Роберт Едмондс (став солдатом). Сім'я належала до Церкви об'єднаних братів у Христі, і Родді відвідував Об'єднану методистську церкву у Саут-Ноксвіллі та Євангелічну церкву Об'єднаних братів у Ноксвіллі. У 1938 році Родді закінчив чотири класи середньої школи Ноксвілл. Після початку Другої світової війни, 17 березня 1941 року Едмондса призвано в Армію США у Форт-Оглторпе (штат Джорджія). Тоді ж він одружився, народилася дочка, але згодом шлюб закінчився розлученням. Після цього Едмондс взяв участь у висадці союзних військ у Європі, швидко дослужившись до майстер-сержанта.

### Полон
17 грудня 1944 року, під час наступу німецької армії під час Арденнської операції, майстер-сержант 422-го піхотного полку 106-ї піхотної дивізії Родді Едмондс потрапив у полон серед понад 1200 інших солдатів, а потім був поміщений у німецький табір «Шталаг IX A» у Цигенхайне. У своєму щоденнику він писав: «Ми пройшли 31 милю без їжі та води, і, як я вже казав, ми були зігнані в партії, і лежали в багнюці до ранку»; згодом Едмондс зазнав усіх тягарів неволі. Він став одним із 6 тисяч осіб з трьох полків, які потрапили в оточення і захоплених у полон під Арденнами, поряд з Куртом Воннеґутом, Сонні Фоксом й Ернестом Кіноєм.
27 січня 1945 року німецький комендант табору майор Зігман наказав усім євреям-військовополоненим повідомити про своє походження. Едмондс розумів, що його товаришам по службі-євреям загрожує смерть, і як старший за званням унтерофіцер в американській частині табору, наказав усім своїм людям, незалежно від того чи є вони євреями, зробити крок вперед і вийти зі строю. Побачивши, що близько тисячі ув'язнених демонстративно виступили вперед, Зігман заявив, що вони не можуть бути євреями, на що Едмондс відповів: «ми всі євреї». Тоді комендант зажадав видачі євреїв і приставив пістолет до голови Едмондса, проте той заявив, що «згідно з Женевською конвенцією, ми повинні повідомити лише своє ім'я, звання й особистий номер. Якщо ви вб'єте мене, вам доведеться вбити всіх нас, і після війни вас судитимуть за воєнні злочини», після чого Зігман розвернувся і пішов.
Внаслідок цієї акції непокори Едмондс врятував понад 200 єврейських американських солдатів, які до кінця війни залишилися у полоні разом з іншими військовослужбовцями. Сам Едмондс провів у полоні близько 100 днів, до свого звільнення 30 березня 1945 року серед інших військовополонених.

### Подальше життя
Після служби в Кореї Едмондс повернувся в Ноксвілл й одружився вдруге — з Мері Енн Вотсон, яка була на 16 років молодша за нього. У шлюбі народилися двоє синів — Кріс і Майк. Деякий час Едмондс працював менеджером в «Knoxville Journal», а потім продавав переносні будинки та системи кабельного телебачення. Як дуже принципова людина, яка сповідувала християнство та допомагала своїм ближнім, він активно протистояв антисемітизму, поширеному в штаті Теннессі та США до та після Другої світової війни.
Родді Ворінг Едмондс помер 8 серпня 1985 року від серцевої недостатності за кілька тижнів до свого 66-річчя у своєму рідному Ноксвіллі (штат Теннессі). Похорон пройшов у Меморіальних садах Беррі-Гайленд у Беардене.

## Визнання
Едмондс публічно не розповідав про цю історію і вона стала відома тільки після його смерті з його ж особистих щоденників і спогадів товаришів по полону та товаришів по службі — Пола Штерна та Лестера Таннера.
Син Едмондса — Кріс, який став християнським пастором конгрегації баптистів у Меривіллі, разом з кількома політиками з Теннессі розпочав кампанію з присвоєння своєму батькові вищої військової нагороди США — медалі Пошани. За його словами, батько «був людиною великої релігійної віри та непохитного морального кодексу та набору цінностей, яким він присвятив всього себе», понісши «персональний ризик з метою захисту інших», також зазначивши, що «основою цінностей батька та моральним кодексом була його віра у Христа. У своєму щоденнику він говорив про бажання служити Богу і про те, як насправді погана війна». Саме Кріс Едмондс, прочитавши статтю Лестера Таннера в «Нью-Йорк таймс» про продаж таунхауса колишнього президента США Річарда Ніксона у Верхньому Іст-Сайді, в якій говорилося, що «якби не відвага та мужність мого майстер-сержанта Родді В. Едмондса, я не міг би провести цю угоду», вперше дізнався про подвиг свого батька. Після цього Кріс відправив усі знайдені ним матеріали електронною поштою до ізраїльського музею «Яд Вашем», де директор відділу праведників світу Ірена Штейнфельдт разом зі своїми колегами проробила велику роботу зі з'ясування обставин подвигу Едмондса на підставі свідчень й історичних документів.2 грудня 2015 року Національний меморіал Катастрофи та Героїзму «Яд Вашем» посмертно надав Родді Едмондсу почесне звання «Праведник миру». Це звання є найвищою нагородою Ізраїлю для неєвреїв, які ризикували собою та своїми близькими для порятунку життів євреїв, які перебувають під загрозою знищення під час Другої світової війни. У зв'язку з цим, голова «Яд Вашем» Авнер Шалевзазначив:
Майстер-сержант Родді Едмондс, здавалося, був звичайним американським солдатом, проте він виявив незвичайне почуття відповідальності та відданості своїм побратимам. Ці атрибути утворюють спільну нитку, яка зв'язує членів цієї обраної групи Праведників народів світу. Вибір та дії майстер-сержанта Едмондса стали прикладом для його американських солдатів-товаришів у боротьбі та єднанні проти варварського зла нацистів.
Через 70 років після здійснення подвигу, Едмондс став п'ятим громадянином США та першим з американських військовиків серед понад 27 тисяч осіб, яким надано звання «Праведник світу». У програму увічнення пам'яті Едмондса входить занесення його імені на стіну в Саду праведників миру на горі Герцля в Єрусалимі, а також вручення пам'ятного медальйону членам його сім'ї.
27 січня 2016 року у Міжнародний день пам'яті жертв Голокосту та 71-у річницю визволення Освенцима у посольстві Ізраїлю у Вашингтоні відбулася урочиста церемонія на честь чотирьох праведників світу — американців Родді Едмондса та Лоїс Лоис Ганден та поляків Валерія та Мирлі Збієвських. На цій церемонії Президент США Барак Обама сказав промову, в якій зазначив, що моральний приклад Родді Едмондса є уроком для американців. На думку Обами, перед сучасним антисемітизмом як «дистильованим злом» американці для захисту своїх цінностей повинні заявити так само як Родді Едмондс — «Ми всі євреї».